# William Edward Shuckard
William Edward Shuckard (Brighton, 1803 - Kennington, 10 november 1868) was een Brits boekhandelaar en entomoloog.
Shuckard werd geboren in Brighton, Engeland. Op het gebied van de entomologie werkte hij in zijn jongere jaren vooral aan de groep van de kevers (Coleoptera), maar later specialiseerde hij zich in de vliesvleugeligen (Hymenoptera). Toen Charles Darwin terugkeerde van zijn bekende reis met de Beagle, vertrouwde hij een groot deel van de, tijdens de reis verzamelde, hymenoptera aan Shuckard toe, die ze determineerde en wetenschappelijk beschreef.    
Hij was Fellow van de Entomological Society of London.

## Taxa
Shuckard beschreef vele nieuwe soorten, genera en families voor het eerst, voornamelijk op het gebied van de kevers, vliesvleugeligen en de mieren. Een aantal door hem beschreven taxa zijn :
Kevers:
- Ophioninae, Tryphoninae en Xoridinae, onderfamilies in de Gewone sluipwespen (Ichneumonidae) familie
- Ptilininae, een onderfamilie in de familie van de diefkevers (Ptinidae)
- Cryptarcha en Pityophagus, geslachten in de familie van de glanskevers (Nitidulidae)
- Microtragus luctuosus, een keversoort uit de familie van de boktorren (Cerambycidae)
- Rhinophthalmus nasutus, een keversoort uit de familie boktorren (Cerambycidae).

Vliesvleugeligen:
- Ampulicidae, de familie van de Kakkerlakkendoders uit de superfamilie Apoidea.
- Priocnemis agilis, (De rode zaagpootspinnendoder), een soort uit de familie van de spinnendoders (Pompilidae).
- Evagetes crassicornis, (De gewone koekoekspinnendoder), een soort uit de familie van de spinnendoders (Pompilidae).
- Crossocerus walkeri, (De haftendoder), een soort uit de familie van de graafwespen (Crabronidae)
- Pseudospinolia neglecta, een soort uit de familie van de goudwespen (Chrysididae)

Mieren:
- Crematogaster terminalis, een mierensoort uit de onderfamilie van de Myrmicinae
- Neivamyrmex hopei, Neivamyrmex swainsonii en Neivamyrmex pertii, mierensoorten uit de onderfamilie van de Ecitoninae
- Dorylus affinis, een mierensoort uit de onderfamilie van de Dorylinae

Een aantal wetenschappelijke namen verwijzen naar Shuckard, zoals:
- Dinelytron shuckardi Gray, 1835, een insect uit de orde Phasmatodea en de familie Prisopodidae.
- Hyderodes shuckardi Hope, 1838, een keversoort uit de familie waterroofkevers (Dytiscidae).
- Monomorium shuckardi Forel, 1895, een mierensoort uit de onderfamilie van de Myrmicinae.
- Neivamyrmex shuckardi (Emery, 1900), een mierensoort uit de onderfamilie van de Ecitoninae.

## Enkele publicaties
- A Description of the Superior Wings of the Hymenoptera. Trans. Ent. Soc., London, Vol. I., p. 208, 1836.
- Elements of British Entomology. London, 1839.
- with Spry, W. The British Coleoptera Delineated 1840.
- Monograph of the Dorylidae, a family of these Hymenoptera Heterogyna. Ann. Mag. Nat. Hist. (1)5: 258-271 (1840).
- British Bees. An Introduction to the Study of the Natural History and Economy of the Bees Indigenous to the British Isles (1866)

- Bibliothèque nationale de France: cb106094563 (data)
- CiNii: DA05551089
- International Standard Name Identifier: 0000 0000 8166 4300
- Nederlandse Thesaurus van Auteursnamen: 153834641
- SNAC: w69s4wrp
- Système universitaire de documentation: 192913409
- Museum of New Zealand Te Papa Tongarewa: 65974
- Virtual International Authority File: 93781047
- WorldCat: E39PBJg8BQ96CFdFKrHWFcwKVC